# Kasdir
Kasdir (em árabe: قصدير) é uma comuna localizada na província de Naâma, Argélia. De acordo com o censo de 2008, a população total da cidade era de 7 851 habitantes.